# Москва слезам не верит (телесериал)
1. перенаправление Москва слезам не верит. Всё только начинается